# 大袋站
大袋站（日语：／ Ōbukuro eki */?）位於日本埼玉縣越谷市大字袋山，是東武鐵道伊勢崎線（東武晴空塔線）的鐵路車站車站編號是TS 23。

## 歷史
大袋站是1926年（大正15年）10月1日與一之割站同時開業的車站。站名來自於當時的村名大袋村。
2011年（平成23年）7月至2013年（平成25年）10月，本站進行跨站式站房、西口開設工程，同時設置電梯、電扶梯與多功能廁所等無障礙化工程。整修建設費共20億日圓，其中越谷市負擔19億1500萬日圓，東武鐵道負擔8500萬日圓。工程結束後，越谷市所有車站都完成無障礙化。
現在東口與西口的地下聯絡步道是1974年（昭和49年）所設置。

### 年表
- 1926年（大正15年）10月1日：通車[4]。
- 1968年（昭和43年）5月：2面4線化[5]。
- 1974年（昭和49年）9月7日：車站設置東西連絡地下步道。
- 1986年（昭和61年）4月：站房改建，設置跨線天橋[5]。
- 1994年（平成6年）8月2日：配合北越谷站高架、複複線化工程，外側2線改為本線，內側2線改為待避線。
- 1995年（平成7年）3月：改點，上行首班車改從本站發車。
- 1997年（平成9年）3月25日：改點，上行首班車改從北春日部發車。
- 2001年（平成13年）3月28日：北越谷站完成高架、複複線化，本站改為2面2線構造。本線回到內側。
- 2011年（平成23年）12月8日：導入發車音樂。
- 2012年（平成24年）
  - 3月17日：導入車站編號TS 23。
  - 4月：剪票口移至臨時站房。
- 2013年（平成25年）10月26日：關閉臨時站房與跨線天橋結束，啟用跨站式站房。開設西口。站內設置電梯與電扶梯。更新、增設列車資訊顯示器，導入進站鈴聲。

## 車站結構
本站是側式月台2面2線的地面車站，採跨站式站房設計。
月台有效長度可停靠10輛編組。廁所原在剪票口內右側，後來移到站房內。
1968年（昭和43年）至2001年（平成13年），月台是上下皆有本線與待避線的島式月台2面4線構造，其中本線是位於內側。
配合北越谷站高架改建與複複線化工程，本站本線改為外側，內側線路設置橫渡線。1994年（平成6年）8月2日改點，北越谷站起迄列車改成回送至本站再折返回北越谷。1995年（平成7年）3月28日開始2年，首班車改從本站發車。
北越谷站高架改建與複複線化工程完工後，廢除本站的回送列車與夜間留置，本線也改回內側。外側的舊1號線、舊4號線撤除。改建成跨站式站房以前，剪票口與上行月台直通。舊1、4號線月台側設有柵欄，原線路改建成維護機器的基地線。因此千間台站方向有橫渡線連通。

### 月台配置
| 月台 | 路線         | 方向 | 目的地                                                                                       |
| ---- | ------------ | ---- | -------------------------------------------------------------------------------------------- |
| 1    | 東武晴空塔線 | 上行 | 新越谷、北千住、東京晴空塔、淺草、 日比谷線 中目黑、 半藏門線 澀谷、 田園都市線 中央林間方向 |
| 2    | 東武晴空塔線 | 下行 | 春日部、東武動物公園、 伊勢崎線 久喜、 日光線 南栗橋方向                                     |

- 半藏門線、東急田園都市線方向直通列車，在準急運行的早晨、深夜時段會停靠本站。

## 使用情況
2017年度1日平均上下車人次為18,424人。
近年一日平均上下車人次的推移如下表｡
| 年度               | 1日平均 上下車人次 |
| ------------------ | ------------------ |
| 1960年（昭和35年） | 1,690              |
| 1965年（昭和40年） | 5,501              |
| 1970年（昭和45年） | 14,921             |
| 1975年（昭和50年） | 21,938             |
| 1980年（昭和55年） | 23,085             |
| 1985年（昭和60年） | 23,149             |
| 1990年（平成02年） | 25,276             |
| 1998年（平成10年） | 21,593             |
| 1999年（平成11年） | 20,917             |
| 2000年（平成12年） | 20,669             |
| 2001年（平成13年） | 20,092             |
| 2002年（平成14年） | 19,506             |
| 2003年（平成15年） | 19,298             |
| 2004年（平成16年） | 19,124             |
| 2005年（平成17年） | 18,883             |
| 2006年（平成18年） | 18,711             |
| 2007年（平成19年） | 18,612             |
| 2008年（平成20年） | 18,590             |
| 2009年（平成21年） | 18,067             |
| 2010年（平成22年） | 17,769             |
| 2011年（平成23年） | 17,389             |
| 2012年（平成24年） | 17,529             |
| 2013年（平成25年） | 17,771             |
| 2014年（平成26年） | 17,684             |
| 2015年（平成27年） | 17,939             |
| 18,006             |                    |
| 2017年（平成29年） | 18,424             |

## 車站周邊
周邊是越谷市北部的寧靜住宅區。車站周邊的地名「袋山」，是由於過去元荒川在本站周邊繞成袋狀而得名。
車站東側有國道4號與草加繞道、越谷春日部繞道交會的夏間久里交差點，附近有許多幹道型商店。車站西側有站前廣場。
- 國道4號（草加繞道（日语：草加バイパス））
- 越谷市北部市民會館
  - 越谷市立圖書館北部圖書室（日语：越谷市立図書館）
- 越谷市消防署間久里分署（日语：越谷市消防本部）
- 埼玉縣越谷兒童相談所（日语：児童相談所）
- 越谷市立北中學校（日语：越谷市立北中学校）
- 越谷市立大袋中學校（日语：越谷市立大袋中学校）
- 越谷市立桜井小學校（日语：越谷市立桜井小学校）
- 越谷市立桜井南小學校（日语：越谷市立桜井南小学校）
- 越谷袋山郵便局
- 越谷大里郵便局
- 越谷警察署（日语：越谷警察署）大袋站前交番
- 朝日自動車本社
- 栃木銀行（日语：栃木銀行）
- 東京東信用金庫（日语：東京東信用金庫）
- 埼玉縣信用金庫（日语：埼玉縣信用金庫）
- 大袋商店街
- Super Value（日语：スーパーバリュー）
- K's（日语：ケーズホールディングス）
- 玩具反斗城
- Maruya（日语：マルヤ）

## 路線巴士
大袋站西口
- 往千間台站西口（朝日自動車）

## 相鄰車站
東武鐵道
 東武晴空塔線
■急行、■區間急行
通過
■準急、■區間準急、■普通
北越谷（TS 22）－大袋（TS 23）－千間台（TS 24）

## 外部連結
- 大袋（車站資訊） - 東武鐵道